# Klaus Vollmer (General)
Klaus Vollmer (* 2. April 1930; † 17. Juli 2021 in Berlin) war ein deutscher Brigadegeneral des Heeres der Bundeswehr.

## Leben
Vollmer war ab 1953 Offizieranwärter beim Bundesgrenzschutz und trat nach Gründung der Bundeswehr in das Heer daselbst ein. An der Chemical Corps School in Fort McClellan, Alabama wurde er mit Kampfstoffen vertraut gemacht. Als Leutnant war Vollmer 1956 Leiter der Gruppe Biologie an der ABC-Abwehrschule in Sonthofen. Es folgten weitere Verwendungen. Von 1963 bis 1965 nahm er am 6. Generalstabslehrgang Heer an der Führungsakademie der Bundeswehr in Hamburg teil.
Von 1968 bis 1970 war er G3 bei der Panzerbrigade 30 in Ellwangen. Danach war er Kommandeur des Versorgungsbataillons 296 in Stetten am Kalten Markt. Von 1972 bis 1974 wurde der Oberst i. G. als Chef des Stabes der 2. Jägerdivision in Marburg verwendet. Danach war er Leiter des Lagezentrums in der Abteilung I (Operative Aufklärung) beim Bundesnachrichtendienst in Pullach.
Von 1980 bis 1982 war der Brigadegeneral Chef des Militärischen Abschirmdienstes (MAD). Danach wurde er als Kommandeur der Panzerbrigade 34 in Koblenz verwendet. Im Jahre 1984 war seine Einheit im Vorfeld der offiziellen Gedenkfeierlichkeiten bei Verdun an einem deutsch-französischen Manöver beteiligt. Von 1985 bis 1987 war er unter den Generalmajoren Wilhelm Jacoby und Peter Rohde Stellvertreter und Kommandeur der Divisionstruppen der 5. Panzerdivision in Diez.
Vollmer war 1992 Gründungspate des Rotary Club Dillenburg, dessen Präsident er 1993/1994 war. Später wurde er mit dem Paul Harris Fellow ausgezeichnet und zum Ehrenmitglied ernannt.

## Schriften (Auswahl)
- ABC-Schutz-Fibel II. Verlag WEU/Offene Worte, Bonn [1960].